# 河野かずお
河野 かずお（こうの かずお、1976年9月19日 - ）は、日本のお笑い芸人。お笑いコンビ「埼京パンダース」のメンバー。本名およびコンビ時の旧芸名：河野 和男（読み同じ）。プロダクション人力舎所属。
本籍鹿児島県、埼玉県加須市出身。埼玉県立騎西高等学校卒業。身長177cm。体重86kg。血液型はB型。趣味は草野球、テレビゲーム。特技は野球。

## 概要
- ビートきよしの弟子をしていた経験があり、その当時きよしの自動車を事故で大破させたらしい。
- 以前は「オンエアー」、林田竜次とのコンビ「ヒットマン」（2010年10月31日 解散）、ピン芸人として活動。
- 中学、高校時代は野球部に所属。パワーヒッター。
- そのバッティング技術については、草野球チーム「ビッグ・アスホールズ」のチームメイトである伊集院光曰く「フォームどうこうじゃない、腕力だけでもっていく」との事であるが、2006年には軟球ではあるものの、元中日・今中慎二からホームランを打っている。
- 2014年以前は恵比寿駅周辺のアパートに住んでいた。この物件は前に住んでいた住人が自殺をしてしまった所であるので（いわゆる「事故物件」）風呂・ロフト付きでも5万円と格安だったが、幽霊の類は全く信じていない為特に気にする事もなく、快適に過ごせたとの事。2015年現在は転居済み。
- ほうれん草が大好物であり、美味しいほうれん草が売っていると聞けば自転車で東京から静岡まで行く事も苦ではない。[要出典]
  - カレーも好きではあるがほうれん草カレーは邪道と切り捨てている。[要出典]
- 2014年12月、元クールズのガーユー（森脇優雅）と漫才コンビ「埼京パンダース」を結成[1]。それに伴い2015年2月、所属事務所をグレープカンパニーからプロダクション人力舎に移籍する。

## 出演番組

### テレビ
- 2009年4月2日 伊集院光のしんばんぐみ（BS11デジタル） - 新レギュラーオーディションに出演
- 2010年- IJP イジュウインパーク（TOKYO MX）
- 新・伝説のクソゲー大決戦（MONDO TV）
- 上田ちゃんネル（CSテレ朝チャンネル、上田義塾・新メンバー・トライアウト、2012年6月12日・6月26日放送分）

### ラジオ
- 伊集院光 深夜の馬鹿力（笑い屋、番組アルバイト、TBSラジオ）
- 伊集院光 日曜日の秘密基地（TBSラジオ）
- 伊集院光とらじおと(TBSラジオ）
- ヒットマン河野のフリーダム宣言(フラットファイヴのポッドキャスト)